# Keuea Village
Keuea Village är en ort i Kiribati.   Den ligger i örådet Butaritari och ögruppen Gilbertöarna, i den norra delen av landet, 200 km norr om huvudstaden Tarawa. Keuea Village ligger 10 meter över havet och antalet invånare är 221.
Terrängen runt Keuea Village är mycket platt.  Närmaste större samhälle är Kuma Village, 7,7 km nordost om Keuea Village. 